# NS-23機炮
諾德爾曼—蘇魯寧納NS-23（英語：Nudelman Suranov NS-23）是一門由前苏联武器設計師亚历山大·诺德尔曼、亚历山大·蘇拉諾夫、G·切爾尼赫（G. Zhirnykh）、V·涅梅諾夫（V. Nemenov）、S·盧寧（S. Lunin）和M·本金（M. Bundin）在第二次世界大战期間設計、先後由2號工廠和圖拉第535號NKV工廠所生產的23毫米單管航空機炮，用以取代伏爾柯夫—雅爾雪夫VYa-23。該機炮於1944年開始服役。NS-23發射的23×115毫米苏联口徑机炮炮彈是由14.5×114毫米反坦克子彈擴膛至23毫米而得來的。

## 衍生型及搭載機種
搭載NS-23的機種包括：安東諾夫An-2運輸機、Il-22轰炸机、雅克列夫Yak-9戰鬥機、Yak-23“植物群”戰鬥機和圖波列夫Tu-4“公牛”轟炸機。
NS-23的同步版本命名為NS-23S（Sinkhronniy，意為：同步型），用於需要在擊發時穿過運轉中的飛機螺旋槳葉的固定炮架。搭載NS-23S的機種為拉沃奇金La-9戰鬥機和La-11战斗机。
而其機翼及发动机版本則是NS-23KM（Kryl'vaya i Motornaya，意為：機翼和發動機型）。它裝備了伊留申Il-10攻击机、Yak-15“羽毛”戰鬥機、Yak-17“羽毛”戰鬥機（細長炮管型）、米高揚MiG-9戰鬥機、La-15“扇形尾”戰鬥機和Mi-2URN／URP-G“甲兵”武裝化直升機。一部份早期型米格-15“柴捆”亦裝備了NS-23KM。

## 彈藥
- BZ：重達200克的穿甲燃烧弹，裝有5—7克燃燒物質，無引信功能。在200公範圍內具有25毫米裝甲貫穿力。
- OZ：重達200克的破片彈，裝有13—15克爆裂物以及A-23彈尖引信。

## 取代品
大約在1949年，諾德爾曼—里希特NR-23取代了NS-23。

## 資料來源
1. ↑  Shirokorad A.B.: . Istorija aviazionnowo wooruschenja. In: . Harvest, Minsk 1999, ISBN 985-433-695-6 (［abgerufen am 11. Februar 2018］ Geschichte der Flugzeugbordwaffen).
2. ↑  烏爾里希·阿爾布雷希特（德语：Ulrich Albrecht）: Die sowjetische Rüstungsindustrie, Springer-Verlag, 2013, S. 58, ISBN 978-3-663-20464-0

## 外部連結
- （俄文）—The NS-23 on airpages.ru（页面存档备份，存于）